# People for the Ethical Treatment of Animals

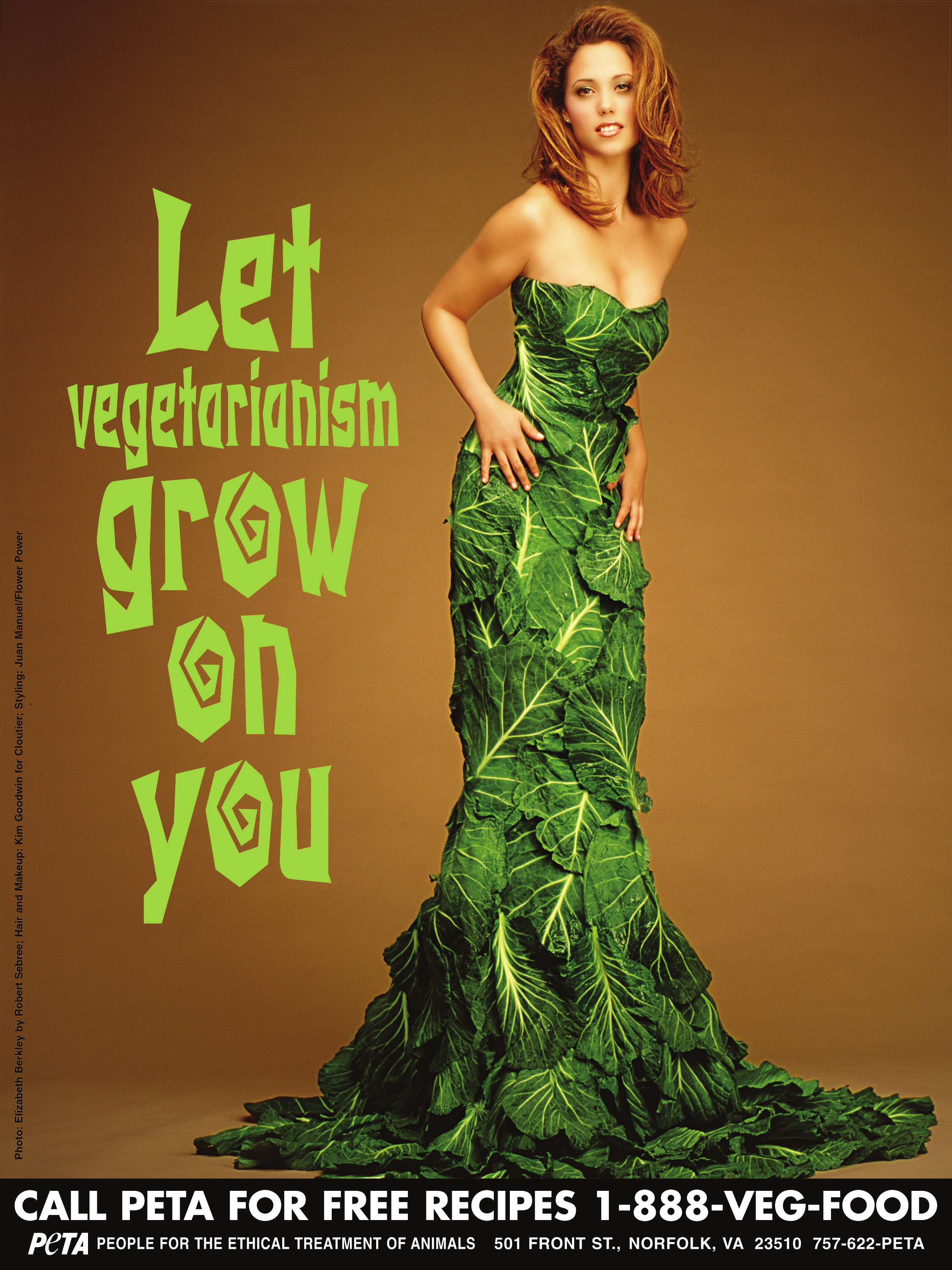
Een poster van PETA met actrice Elizabeth Berkley er op afgebeeld.

People for the Ethical Treatment of Animals (PETA) is een dierenrechtenorganisatie met een hoofdkantoor in de Verenigde Staten. PETA verklaart meer dan 2 miljoen leden en sympathisanten te hebben en de grootste dierenrechtenorganisatie ter wereld te zijn. PETA heeft eveneens zelfstandige takken in Nederland, Duitsland, Frankrijk, Azië, India en het Verenigd Koninkrijk.

## Karakteristieken
PETA houdt zich bezig met het invoeren en beschermen van de rechten van dieren. PETA en haar internationaal zelfstandige takken geven voorlichting aan beleidsmakers en publiek over dierenmishandeling en promoten het recht van alle dieren om met respect te worden behandeld. Dit doen ze door middel van publieksvoorlichting, onderzoek, wetgeving, speciale evenementen, medewerking van beroemdheden en protestcampagnes.
PETA is een dierenrechtenorganisatie, wat betekent dat ze naast zich te richten op dierenwelzijn en dierenbescherming, het idee afwijst dat dieren het bezit van de mens zijn en is daarom tegen alle vormen van dierproeven, bio-industrie, het eten van dierlijke producten, speciesisme en jacht, alsook het gebruik van dieren voor vermaak of als kleding, meubels of decoratie.
PETA's slogan is: "Dieren zijn niet van ons om te eten, te dragen, te gebruiken voor experimenten, te gebruiken voor vermaak of te mishandelen op welke manier dan ook." Vanuit dit standpunt richt PETA zich op de vier bedrijfstakken die het grootste aantal dieren misbruiken: de bio-industrie, de bontindustrie, dierproeven en dieren in de vermaaksindustrie. De organisatie voert ook campagne tegen sportvissen, het doden van dieren die worden gezien als ongedierte, de mishandeling van honden die aan de ketting liggen, hanengevechten, stierengevechten en de consumptie van vlees. PETA geeft het publiek voorlichting door middel van advertentiecampagnes, undercover onderzoeken, en lobbyt bij de politiek.

## Filosofie en activisme
De organisatie staat bekend om haar vele beroemde supporters uit allerlei verschillende hoeken — waaronder Sir Paul McCartney, P!nk, Pamela Anderson, Morrissey, Dolly Parton, Jamie Lee Curtis, Tears Of Magdalena en Sarah Jessica Parker — en haar undercover onderzoeken en agressieve media campagnes. Oprichtster Ingrid Newkirk heeft over PETA’s campagne strategie gezegd: "Hoe kiezen we onze 'gevechten'? Door het inbeeldingsvermogen en het medeleven van mensen te raken en doeleinden te kiezen die, als we de strijd met hen winnen, voor grote veranderingen zorgen voor een groot aantal dieren en een voorbeeld geven die anderen kunnen volgen."
PETA is het meest bekend om haar duidelijk herkenbare en vaak controversiële campagnes. De ‘Salade Senoritas’, jonge vrouwen die in bikini’s gemaakt van slabladeren poseren, verschijnen wereldwijd in stadscentra om folders uit te delen over veganisme. Als naakt protest lopen PETA-activisten ieder jaar voor de campagne 'Naakte Mensenrennen' naakt door Pamplona (Spanje) en in andere steden wereldwijd, als een parodie op de jaarlijkse stierenrennen(een onderdeel van de San Fermínfeesten). Supermodellen zoals Christy Turlington en Naomi Campbell hebben naakt geposeerd op billboards met naast zich de slogan 'Liever naakt dan met bont'.

## Undercoveronderzoeken
Een van PETA’s belangrijkste doelen is het op beeld vastleggen van de behandeling van dieren in testlaboratoria en andere faciliteiten waar dieren worden gebruikt. Om dit voor elkaar te krijgen worden PETA-werknemers naar laboratoria, circussen en boerderijen gestuurd om daar te werken, waardoor ze soms enkele maanden undercover moeten gaan om hun ervaringen te filmen of op een andere manier vast te leggen.
Veel van PETA's onderzoeken hebben ervoor gezorgd dat wettelijke stappen zijn genomen tegen de bedrijven waar ze hun aandacht op hebben gericht. PETA heeft onder andere tussen april 2003 en maart 2004 een undercoveronderzoek uitgevoerd bij Covance, een bedrijf dat op commerciële basis dierproeven doet. De videobeelden die PETA daar undercover heeft opgenomen, noemde een Britse rechter "zeer verontrustend". Het bewijs, dat PETA aan het Amerikaanse ministerie van Landbouw overdroeg, bleek beelden te bevatten van apen die werden geslagen, gekweld en vernederd. Volgens PETA’s website is Covance naar aanleiding van PETA’s documentatie beboet voor het overtreden van de Amerikaanse dierenwelzijnswet.

## Euthanasiestandpunt
PETA wijst het "no-kill" beleid van andere dierenasiels af. PETA wijst erop dat alle noodlijdende dieren zorg en een humane behandeling verdienen, en niet alleen de dieren die gemakkelijk te redden zijn. Omdat dierenopvangcentra zonder "no-kill"-beleid doorgaans alle dieren accepteren, zorgt dit ervoor dat geen enkel dier teruggestuurd hoeft te worden en een leven van verwaarlozing hoeft te leiden op straat. PETA vindt daarom dat het ‘no-kill’-label niet altijd gelijk staat aan ethische of verantwoorde dierenzorg. In de praktijk houdt dit in dat zwakkere dieren geëuthanaseerd kunnen worden, in plaats dat er dieren geweigerd worden of weer op straat moeten leven.
Ondanks deze retoriek wordt PETA in de Verenigde Staten bekritiseerd vanwege de hoge euthanasieratio in het door hen beheerde dierenasiel in Norfolk. In 2011 werd 95% van de dieren in dit asiel geëuthanaseerd. PETA wijst erop dat veel dieren naar hun asiel worden gebracht, juist met de bedoeling om ze te laten euthanaseren. PETA biedt euthanasie gratis aan, en particulieren en organisaties brengen oude, zieke en gewonde dieren naar PETA om een humaan levenseinde te kunnen bieden.

## Campagnes

### Anti-bontcampagnes
Twee langlopende campagnes zijn "Hier is de rest van je bontjas," en "Liever bloot dan met bont", waarin supermodellen en beroemdheden naakt verschijnen om hun afkeer voor het dragen van bont te tonen.

### Salade Senoritas
De 'Salade Senoritas' zijn vrouwen, die in het openbaar in bikinis gemaakt van slabladeren verschijnen en informatie uitdelen over een veganistisch voedingspatroon.

### Kentucky Fried Chicken
PETA heeft een grote campagne lopen tegen Kentucky Fried Chicken waarvoor wereldwijd meer dan 10.000 acties zijn georganiseerd. De campagne wordt gesteund door The Black Eyed Peas, P!nk, Pamela Anderson, Good Charlotte, Sir Paul McCartney, Tommy Lee, Phil Collins en andere beroemdheden. Ze meent dat KFC de kippen slecht behandelt bij de slacht. Eind 2007 lanceerde PETA het spel Super Chick Sisters, om kinderen bij KFC weg te houden. Ook was er een site van de campagne (Kentucky Fried Cruelty) waarop allemaal schokkende beelden te zien zijn waar kippen worden afgeslacht. Zie ook Kentucky Fried Chicken#Controverse.

### Jeugdcampagnes
PETA moedigt jeugd aan om zich in te zetten voor dierenrechten door middel van jeugdgeoriënteerde websites, prijsvragen en bijdragen van populaire muzikanten.

### Campagne met Lydia Guevara
Medio 2009 werd Che Guevara's kleindochter Lydia Guevara het gezicht van een nieuwe PETA-campagne voor vegetarisme waarbij ze de mensheid oproept om aan te sluiten bij de revolutie van de vegetariërs. Op de affiche staat ze afgebeeld met een militaire tenue die verwijst naar haar grootvader. De kogelriem is niet gevuld met munitie maar met wortels.

### McDonald's
Net als tegen KFC heeft PETA ook een campagne lopen tegen McDonald's. Ze maakte ook spelletjes en filmpjes om kinderen bij McDonald's uit de buurt te houden.

### Het tanuki-pak van Mario
In november 2011 protesteerde PETA tegen het videogame-personage Mario. Dit omdat Mario in verschillende spellen een tanuki-pak draagt, waarmee hij het dragen van bont zou promoten. PETA ontwikkelde een spel waarin men als een gevilde tanuki Mario kan achtervolgen.

### Britney Spears
In augustus 2023 was PETA boos dat Britney Spears een puppy als huisdier had genomen. Ze vonden dat zij daarmee een slecht voorbeeld gaf.

### Draaimolens
PETA eiste in februari 2024 dat kermisexploitanten stoppen met het gebruik van kunststoffen draaimolendieren omdat dit diergebruik zou aanmoedigen.